# Wum
Wum é uma cidade dos Camarões localizada na província de Noroeste. Wum é a capital do departamento de Menchum.